# Континентална Европа
Континентална Европа включва непрекъсната суша на континента Европа, изключвайки съседните острови. Обикновено, Континентална Европа изключва европейските острови Кипър, Гръцките острови, Малта, Сицилия, Сардиния, Корсика, Балеарските острови, Великобритания, Ирландия, Нова Земя, както и околните океански острови, включително Канарските острови, Мадейра, Азорските острови, Исландия, Фарьорските острови и Свалбард.
Понякога, Скандинавският полуостров също се изключва, макар технически да е част от Континентална Европа. Старото понятие за Европа като културен термин се върти около „ядрото на Европа“, обхващащо териториите на историческата Каролингска империя (днес Франция, Италия, Германия и страните от Бенелюкс). Това ядро в миналото е било покрито с широколистни гори, но те са били изсечени за гориво и дървесина и заменени от мащабни селскостопански площи. Гъстотата на населението като цяло е висока.